# Alan Bernstein
Alan Bernstein (* 25. Juni 1947 in Toronto) ist ein kanadischer Immunologe. Seit 2012 ist er Präsident des Canadian Institute for Advanced Research.
Bernstein erwarb 1968 an der University of Toronto einen Bachelor in Mathematik und Physik und 1972 einen Ph.D. in Biophysik. Er ging als Postdoktorand an den Imperial Cancer Research Fund in London, wo er begann sich mit Retroviren zu befassen. Von 1974 bis 1985 arbeitete er am Ontario Cancer Institute, anschließend am Samuel Lunenfeld Research Institute in Toronto, ab 1988 als stellvertretender Direktor, ab 1994 als Forschungsdirektor. Von 2000 bis 2007 war er erster Präsident des Canadian Institutes of Health Research, von 2008 bis 2011 geschäftsführender Direktor des Global HIV Vaccine Enterprise.
Bernstein veröffentlichte mehr als 225 wissenschaftliche Publikationen aus den Bereichen Stammzellforschung und Hämatopoese, Krebsforschung und Gentherapie. Hervorzuheben sind seine grundlegenden Arbeiten zum KIT-Gen und zum SRC-Protoonkogen.
Berstein erhielt zahlreiche Auszeichnungen. Er wurde 1996 mit der McLaughlin Medal der Royal Society of Canada, 1997 mit dem Robert L. Noble Prize und 1998 mit dem Genetics Society of Canada Award of Excellence ausgezeichnet. 2002 wurde er Officer des Order of Canada und 1991 Mitglied der Royal Society of Canada. 2008 erhielt er den Canada Gairdner Wightman Award und 2015 wurde er in die Canadian Medical Hall of Fame aufgenommen.